# Knaus-Ogino-Verhütungsmethode
Die Knaus-Ogino-Rechenmethode, auch Kalendermethode oder Tagezählen genannt, ist eine Methode der Empfängnisverhütung bzw. natürlichen Familienplanung. Ihr Pearl-Index liegt bei 5–9 und hinsichtlich der Empfängnis eines erwünschten Kindes ist sie immer noch Teil der Basisempfehlungen für Paare.

## Berechnung der fruchtbaren Tage nach Knaus-Ogino
Die Lebensdauer der Spermien beträgt in der Vagina nur wenige Stunden, im Gebärmutterhals und im Uterus drei, in Ausnahmefällen bis zu sieben Tage. Die Befruchtbarkeit der Eizelle beträgt bis zu zwölf Stunden. Für die Anwendung der Knaus-Ogino-Verhütungsmethode müssen mindestens zwölf aufeinanderfolgende Menstruationszyklen einer Frau protokolliert worden sein, damit der voraussichtliche Eisprung und darauf aufbauend die fruchtbaren und unfruchtbaren Tage errechnet werden können. Während der vermuteten fruchtbaren Tage darf kein ungeschützter Geschlechtsverkehr stattfinden.
Als weitere Voraussetzung darf der Zyklus keinen größeren Schwankungen unterliegen und es dürfen keine stärkeren emotionalen oder physischen Ereignisse auftreten, da sie die Zyklusdauer beeinflussen können. Nach Knaus-Ogino ergibt sich dann folgende Abschätzung der Fruchtbarkeit:
Erster fruchtbarer Tag = Kürzester bisheriger Zyklus, minus 18 Tage
Letzter fruchtbarer Tag = Längster bisheriger Zyklus, minus 11 Tage
Als Tag 1 eines Zyklus gilt der erste Tag der Blutung bzw. der Menstruation.
Ein Rechenbeispiel: Haben der kürzeste Zyklus 26 und der längste Zyklus 32 Tage gedauert, so ergeben sich Tag 8 als erster, und Tag 21 als letzter möglicherweise fruchtbarer Tag. Ungeschützter Geschlechtsverkehr wäre demnach nur zwischen Tag 22 des aktuellen und Tag 7 des nächsten Zyklus möglich, wenn eine Befruchtung vermieden werden soll.

## Geschichte
Die Methode zur Ermittlung der fruchtbaren und unfruchtbaren Tage ist benannt nach den beiden Gynäkologen Kyūsaku Ogino aus Japan und Hermann Knaus aus Österreich, die sie auf unterschiedlichen Wegen und unabhängig voneinander entwickelten: Ogino benützte die Gelegenheit, die Eierstöcke im Rahmen gynäkologischer Operationen zu inspizieren. Knaus erkannte die Gesetzmäßigkeiten durch physiologische Experimente. Tatsächlich war Ogino früher (1927), publizierte jedoch anfangs nur auf Japanisch; seine Entdeckungen waren daher in Europa und Amerika nicht bekannt. Knaus stellte seine Ergebnisse zum ersten Mal beim Gynäkologenkongress in Leipzig im Mai 1928 vor. Ogino, der die Rhythmus-Methode zur Maximierung der Empfängnischancen bei Kinderwunsch entwickelte, wandte sich wegen der zu geringen Zuverlässigkeit des Verfahrens ausdrücklich gegen einen Gebrauch zur Empfängnisverhütung.
Die Methode wurde von Papst Pius XII. am 29. Oktober 1951 in einer Rede vor Mitgliedern des katholischen italienischen Hebammenverbandes als einzige Methode der Empfängnisverhütung für tolerierbar erklärt. Zwar sei der grundsätzliche Zweck der Ehe die Zeugung von Nachkommen und alle Verhütungsmethoden daher von Übel, bei gewichtigen Gründen körperlicher oder seelischer Natur könne diese Methode aber hingenommen werden, da Enthaltsamkeit in der fruchtbaren Zeit nicht in die natürlichen Abläufe eingreife.

## Erfahrungen
Die Methode des Tage-Zählens lässt sich gleichermaßen für jeweils gegensätzliche Ziel anwenden: 1) zur gezielten Verhütung ungewollter Schwangerschaften oder 2) zur Unterstützung der bewussten Herbeiführung einer Schwangerschaft. Darüber hinaus bildet die Methode historisch die wissenschaftliche Basis für Vaterschaftsbestimmungen und gilt als eine der physiologischen Grundlagen für die spätere Entwicklung der Antibabypille.
Wenn Verhütung gewünscht wird, muss man sich darüber im Klaren sein, dass die Ovulation in der Praxis nicht ausreichend genau vorhersagbar ist und somit die tatsächlich fruchtbaren Tage nicht sicher bekannt sind. Umgangssprachlich wird die Knaus-Ogino-Verhütungsmethode daher wegen ihrer Unzuverlässigkeit manchmal als Römisches Roulette oder Katholiken-Roulette bezeichnet. Die Kalendermethode wird heute aufgrund ihrer Unzuverlässigkeit nicht mehr zur Familienplanung empfohlen.

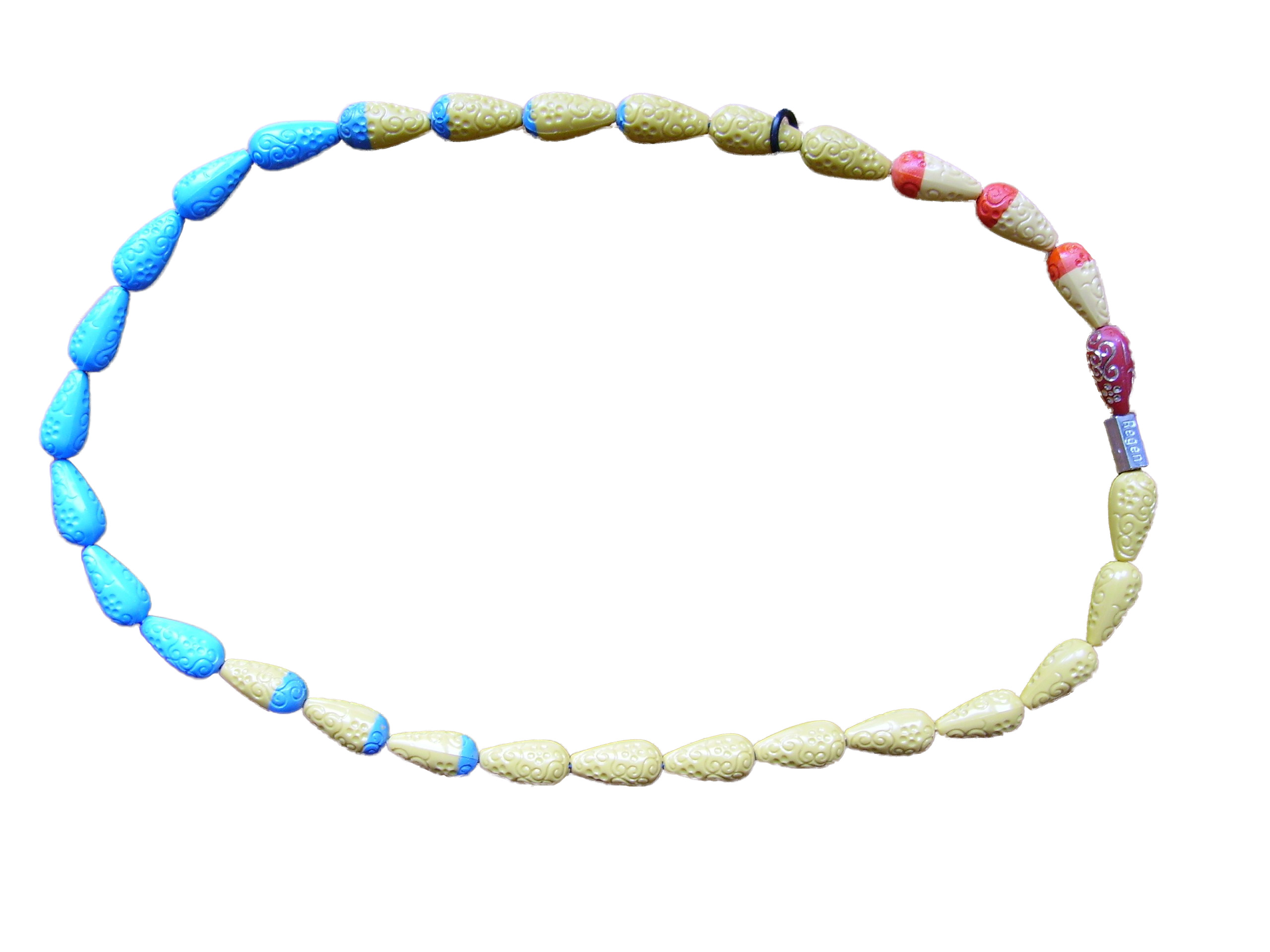
Geburtenkontrollkette, entwickelt von Abraham Stone im Auftrag der Weltgesundheitsorganisation

Auf Basis der Knaus-Ogino-Verhütungsmethode entwickelte Anfang der 1950er-Jahre der amerikanische Gynäkologe und langjährige Aktivist für Geburtenkontrolle Abraham Stone (1890–1959) im Auftrag der WHO eine Halskette für Entwicklungsländer. Rote Perlen sollten „Stopp“ bedeuten, also keinen Sex, weil dies die „gefährlichen“ Tage sind. Grüne Perlen sollten signalisieren, dass dieser Tag „ungefährlich“ ist. Allerdings wussten die westlichen Experten nicht, dass in Indien Geschlechtsverkehr nur in der Dunkelheit ausgeführt wird. Da unterschiedliche Farben also nicht funktionierten, versuchte man es mit unterschiedlich geformten Perlen, was auch nicht zum gewünschten Erfolg führte, da viele Anwenderinnen meinten, bereits durch das bloße Tragen der Kette vor weiteren Schwangerschaften geschützt zu sein.
Die österreichische Ärztin Maria Hengstberger nahm Ende der 1980er-Jahre den Gedanken einer Geburtenkontrollkette für Frauen in der dritten Welt wieder auf. Selbst Analphabetinnen können im Prinzip nach kurzer Einweisung Familienplanung mit der Geburtenkontrollkette und mit Hilfe der Knaus-Ogino-Verhütungsmethode betreiben. Über den Erfolg gibt es allerdings keine evidenzbasierten Untersuchungen.
Die modernere symptothermale Methode nimmt den Grundgedanken auf und verfeinert die Bestimmung der Ovulation durch Beobachtung von Basaltemperatur und Veränderungen des Zervixschleims. Doch auch sie erfordert ein hohes Maß an Disziplin und Selbstbeherrschung und wird daher höchstens für Paare in bereits gefestigten Beziehungen empfohlen. Sogenannte Eisprungrechner, die auf verschiedenen Websites angeboten werden, beruhen ebenfalls auf den Berechnungen der Knaus-Ogino-Methode.